# Orinõmme
Orinõmme (Duits: Orrinorm) is een plaats in de Estlandse gemeente Saaremaa, provincie Saaremaa. De plaats heeft de status van dorp (Estisch: küla) en telt 47 inwoners (2021).
Tot in oktober 2017 lag de plaats in de gemeente Orissaare. In die maand ging Orissaare op in de fusiegemeente Saaremaa.
Orinõmme ligt aan Väike väin, de zeestraat tussen de eilanden Muhu en Saaremaa.
De plaats werd voor het eerst genoemd in 1645 als nederzetting op het landgoed van Maasi.